# Seznam dílů seriálu Cult
Toto je seznam dílů seriálu Cult. Americký dramatický televizní seriál Cult byl vysílán od 19. února 2013 do 12. července 2013 na stanici The CW.

## Přehled řad
| Řada | Díly | Premiéra v USA | Premiéra v USA    |
| Řada | Díly | První díl      | Poslední díl      |
| ---- | ---- | -------------- | ----------------- |
| 1    | 13   | 19. února 2013 | 12. července 2013 |

## Seznam dílů
| Č. v seriálu | Název                         | Režie           | Scénář                                                   | Datum premiéry    |
| ------------ | ----------------------------- | --------------- | -------------------------------------------------------- | ----------------- |
| 1            | You're Next                   | Jason Ensler    | Rockne S. O'Bannon                                       | 19. února 2013    |
| 2            | In the Blood                  | Sam Hill        | Rockne S. O'Bannon                                       | 26. února 2013    |
| 3            | Being Billy                   | James L. Conway | Megan Martin                                             | 8. března 2013    |
| 4            | Get with the Program          | Rob Hardy       | Craig Gore a Tim Walsh                                   | 15. března 2013   |
| 5            | The Kiss                      | Tim Hunter      | námět: David Kemper scénář: Lindsay Jewett Sturman       | 22. března 2013   |
| 6            | The Good Fight                | Martha Coolidge | Megan Lynn a Wade Solomon                                | 29. března 2013   |
| 7            | Suffer the Children           | Nathan Hope     | Megan Martin                                             | 5. dubna 2013     |
| 8            | The Devil You Know            | Marita Grabiak  | Hans Tobeason                                            | 28. června 2013   |
| 9            | Off to See the Wizard         | Thomas Wright   | námět: Craig Gore a Tim Walsh scénář: Rockne S. O'Bannon | 28. června 2013   |
| 10           | The Prophecy of St. Clare     | Matt Barber     | Lindsay Jewett Sturman                                   | 5. července 2013  |
| 11           | Flip the Scrip                | Leslie Libman   | Rockne S. O'Bannon a Hans Tobeason                       | 5. července 2013  |
| 12           | 1987                          | Allan Kroeker   | Hans Tobeason                                            | 12. července 2013 |
| 13           | Executive Producer Steven Rae | Nathan Hope     | Rockne S. O'Bannon                                       | 12. července 2013 |